# Bad Bleiberg
Bad Bleiberg er en købstadskommune i Kärnten i Østrig. Byen er oprindelig opstået som mineby på grund af forekomsterne af bly, men i dag er byen kendt som kurby med sine varme kilder. Bad Bleiberg består af de to katastralgemeinden Bleiberg og Kreuth.
Bad Bleiberg ligger vest for Villach på nordsiden af Dobratsch-massivet, som er en del af Gailtal Alperne.
Henrik 2. den Hellige af Tyskland gav området til Bamberg ærkebispedømme i Frankfurter synoden den 1. november 1007. Minen Bad Bleiberg blev først nævnt i 1333. Minedrift og smeltning af bly og zink blev beskrevet som kärntnermetoden af Georg Agricola i hans bog fra 1556 De Re Metallica. I 1759 blev jordene overtaget af Maria Theresia af Østrig. Minen blev lukket i 1993 af økonomiske årsager.